# Lacnunga
Lacnunga (altenglisch für „Heilmittel“) ist eine Sammlung verschiedener altenglischer Texte, die Anweisungen zu Heilmethoden geben, von denen viele auf Zaubersprüche und Segen zurückgreifen.

## Einordnung
Lacnunga ist einer von mehreren medizinischen Texten der altenglischen Periode. Er wurde wahrscheinlich im 11. Jahrhundert in Südwestengland aufgeschrieben. Der Name wurde ihm allerdings erst im 19. Jahrhundert durch Oswald Cockayne gegeben. Der Text ist im Manuskript British Library Harley 585 enthalten. Die Anleitungen, unter welchen Umständen die Zaubersprüche und Segen anzuwenden sind, sind in Prosa gehalten, die Sprüche selbst in Gedichtform.

## Inhalt
Während andere Werke der altenglischen Medizinalliteratur (z. B. Bald’s Leechbook) viele rational erklärbare Heilmethoden enthalten, stützt sich Lacnunga vorwiegend auf Weiße Magie als Heilmittel. Eine anatomische Ordnung des Inhalts nach dem Prinzip von a capite ad calcem (lateinisch für „vom Kopf bis zur Ferse“) war zwar geplant, wurde aber nicht durchgehalten. So enthält Lacnunga in loser Reihenfolge Sprüche
- zur Fruchtbarmachung kargen Landes
- als Rezept für eine Kräutermischung (Neunkräutersegen)
- gegen einen Zwerg
- gegen Spätgeburt
- gegen die „Wasserelfenkrankheit“

(Gif mon biþ on wæterælfadle, þonne beoþ him þa hand-
næglas wonne and þa eagan tearige and wile locian niþer.
Übersetzung:
Wenn jemand die Wasserelfenkrankheit hat, dann sind seine Finger-
nägel bleich und die Augen tränen und er will nach unten schauen.)
- zur Beruhigung eines Bienenschwarms
- gegen Viehdiebstahl
- als Reisesegen und viele andere mehr.

Der längste und bekannteste unter diesen Sprüchen ist der Neunkräutersegen (Nine Herbs Charm).

## Rezeption
Lacnunga ist von vergleichsweise geringem medizinischen Wert. Es gewährt aber einen Einblick in den Volksglauben der Angelsachsen – Krankheiten wurden nach ihrer Vorstellung häufig durch Elfen oder Würmer hervorgerufen – und lässt Rückschlüsse darauf zu, was die häufigsten Krankheiten und Beschwerden gewesen sein mögen. Der Zauber Wið færstice (Wider einen plötzlichen Stich) z. B. könnte u. a. als Mittel gegen einen Herzinfarkt verstanden werden. Die letzten Zeilen lauten:
Ut, spere, næs in, spere!

Gif her inne sy isernes dæl,

hægtessan geweorc, hit sceal gemyltan.

Gif ðu wære on fell scoten oððe wære on flæsc scoten

oððe wære on blod scoten

oððe wære on lið scoten, næfre ne sy ðin lif atæsed;

gif hit wære esa gescot oððe hit wære ylfa gescot

oððe hit wære hægtessan gescot, nu ic wille ðin helpan.

þis ðe to bote esa gescotes,      ðis ðe to bote ylfa gescotes,

ðis ðe to bote hægtessan gescotes; ic ðin wille helpan.

Fleoh þær      on fyrgenheafde.

Hal westu, helpe ðin drihten!
Übersetzung:
Hinaus, Speer, nicht hinein, Speer!

Sollte hier drinnen etwas Eisernes sein,

Hexenwerk, dann soll es schmelzen.

Ob du in die Haut geschossen wurdest oder in das Fleisch geschossen wurdest

oder in das Blut geschossen wurdest,

oder in ein Gliedmaß geschossen wurdest, niemals sei deinem Leben geschadet;

Ob es ein Schuss des Asen gewesen ist oder ein Elfenschuss gewesen ist

oder es ein Hexenschuss gewesen ist, nun werde ich dir helfen.

Dies soll dich von dem Schuss des Asen heilen, dies soll dich vom Elfenschuss heilen,

dies soll dich vom Hexenschuss heilen; ich werde dir helfen.

Fliehe zum Kopf des Berges.

Heil werde, helfe dir der Herr!
Außerdem kann eine Vermischung von germanischem heidnischen Glauben, christlichem Einfluss (erkennbar an lateinischen Segen) und griechisch-römischem Aberglauben in Lacnunga untersucht werden.
Möglicherweise hat sich J. R. R. Tolkien, der Professor für Altenglisch war, vom Neunkräutersegen und dem Wið Færstice inspirieren lassen, als er den Roman Der Herr der Ringe schrieb. Im Neunkräutersegen werden neun Heilkräuter neun Krankheiten entgegengestellt, so wie in Tolkiens Roman neun Gefährten gegen neun böse Ringgeister stehen. Im Wið Færstice ist von Reitern auf einem Hügel die Rede, und der plötzliche Schmerz wird auf ein Messer, einen Pfeil oder Speer zurückgeführt, der von Hexen oder Elfen geworfen wird. Schließlich wird das Geschoss entfernt und soll schmelzen. In Der Herr der Ringe wird die Hauptperson Frodo auf einem Hügel von einem Reiter durchbohrt, der ein „Hexenkönig“ genannt wird, und zwar mit einem Messer, dessen in der Wunde zurückgebliebenes Bruchstück später eingeschmolzen wird. Der Segenswunsch „Hal westu“ taucht ebenfalls als „Westu Théoden Hal“ („Werde du, Théoden, heil“) auf.